# Werneria mertensiana
Werneria mertensiana là một loài cóc thuộc họ Bufonidae.
Loài này có ở Cameroon, có thể cả Guinea Xích Đạo, và có thể cả Nigeria.
Môi trường sống tự nhiên của chúng là rừng ẩm vùng đất thấp nhiệt đới hoặc cận nhiệt đới, sông ngòi, vùng nhiều đá, và rừng thoái hóa nghiêm trọng.
Chúng hiện đang bị đe dọa vì mất nơi sống.